# 도미스촌
도미스촌(富栖村)은 효고현 시소군에 존재했던 촌이다. 현재의 히메지시에 해당한다.

## 역사
- 1889년 4월 1일 - 정촌제 시행에 수반해 시소군 도미스촌이 성립하였다.
- 1956년 7월 1일 - 아나시촌과 합병해 야스토미정이 성립, 동일 도미스촌은 폐지되었다.

## 참고문헌
- 姫路の歴史（姫路市公式サイト内）